# عهدية
عهدية (بالفارسية: عهدیه) (1950 في طهران، المملكة الإيرانية - )؛ مغنية إيرانية، اشتهرت في زمن المملكة الإيرانية في ظل الأسرة البهلوية قبل قيام نظام الجمهورية الإسلامية.

## وصلات خارجية
- عهدية على موقع ديسكوغز (الإنجليزية)